# Rakaposhi
Rakaposhi (Räkapoşi) (en urdú: راکاپوشی) és una muntanya que s'eleva fins als 7.788 m d'altura. Es troba a les muntanyes Rakaposhi-Haramosh, un subgrup de la gran serralada del Karakoram, a la Vall de Nagar, a uns 100 km al nord de la ciutat de Gilgit, Pakistan. Rakaposhi significa "Cobert de neu" en l'idioma de la zona. És la 27a muntanya més alta del món i la 12a més alta del Pakistan. Des de la base al cim hi ha una vertical de 6.000 m. Té una prominència de 2.818 m.
Rakaposhi va ser escalada per primera vegada el 1958 per Mike Banks i Tom Patey, membres d'una expedició britànica. un dels membres de l'expedició va morir durant el descens nocturn.

## Parc natural
Hi viuen espècies en perill com l'ovella de Marco Polo, la pantera de les neus, l'os bru, els llops i altres espècies.

## Galeria

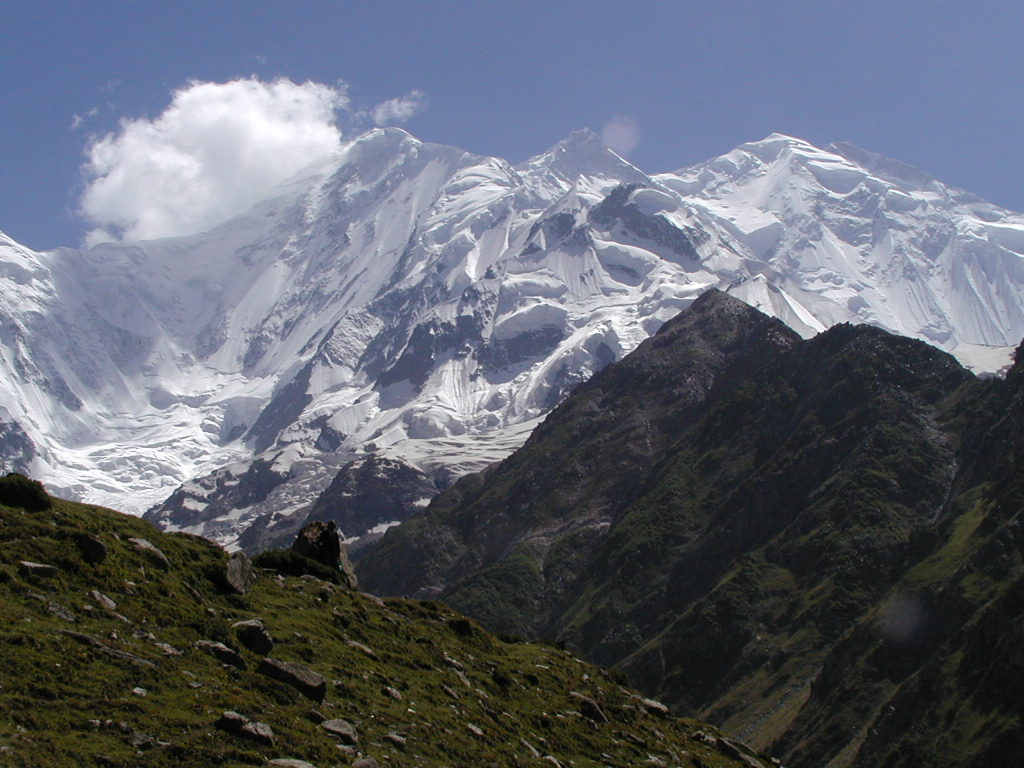
Rakaposhi des del camp base
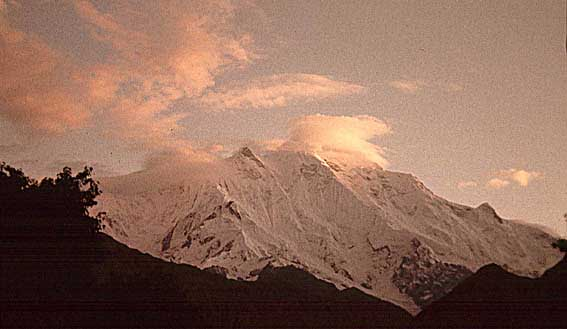
Matinada al Rakaposhi Volker Thewalt
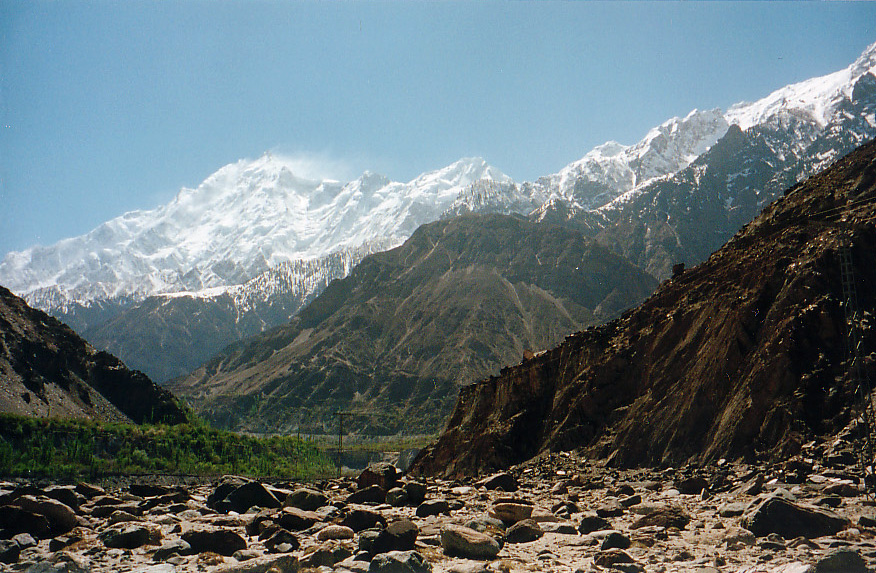
Vista de prop del Rakaposhi. Volker Thewalt
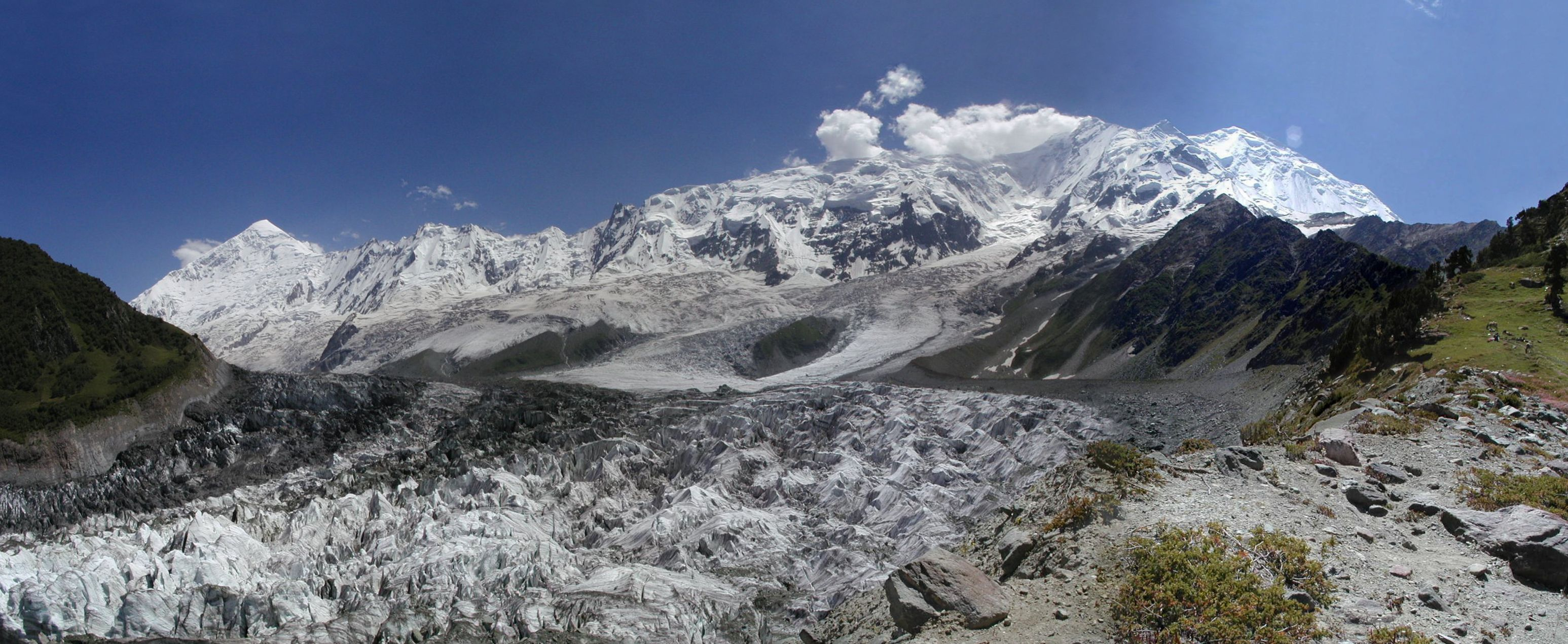
Vista panoràmica de Diran (a l'esquerra 7.257m) i Rakaposhi (a la dreta, 7.788m) des de Taghafari.
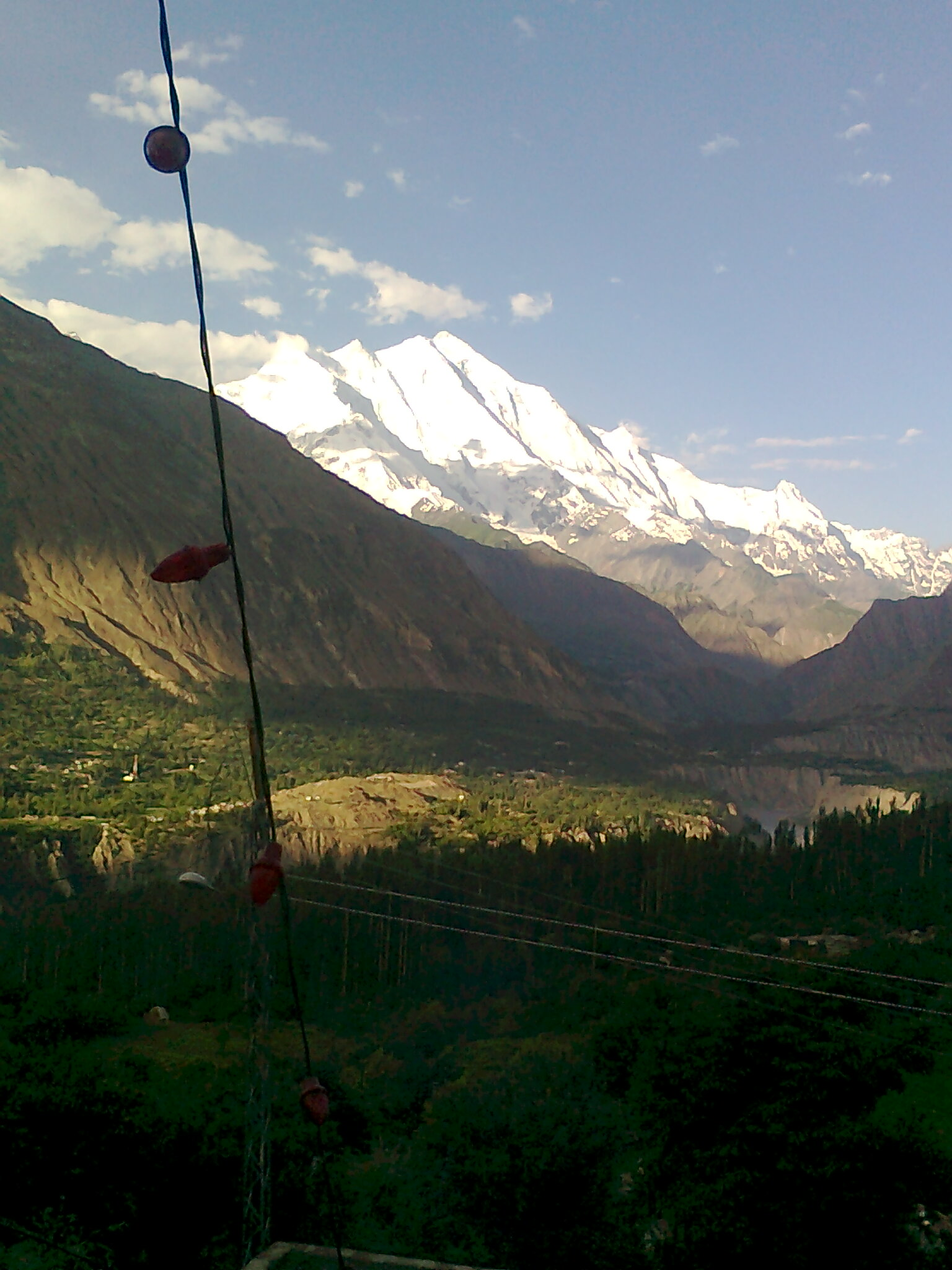
Rakaposhi Pic des de KKH